# Acabaria triangulata
Acabaria triangulata är en korallart som beskrevs av Nutting 1911. Acabaria triangulata ingår i släktet Acabaria och familjen Melithaeidae. Inga underarter finns listade i Catalogue of Life.